# Islam en Italie
 (mars 2012).
Si vous disposez d'ouvrages ou d'articles de référence ou si vous connaissez des sites web de qualité traitant du thème abordé ici, merci de compléter l'article en donnant les références utiles à sa vérifiabilité et en les liant à la section « Notes et références ».
 (janvier 2012).
Voir aussi
L'islam en Italie commence dès le IXe siècle, lorsque la Sicile fut sous le contrôle du califat abbasside.
L'implantation musulmane en Italie commence à partir de 827 lors de l'occupation de Mazara del Vallo et se termine au XIIe siècle lors de la conquête normande de la Sicile qui a conduit à un déclin progressif de l'islam, en raison des conversions et de l'émigration des musulmans vers le Maghreb.
Une petite communauté musulmane survécu jusqu'en 1300 (destruction de la colonie musulmane de Lucera).
Par la suite, jusqu'au XXe siècle, l'islam fut pratiquement inexistant en Italie.
Au XXe siècle, les premiers immigrants somaliens de l'ancienne colonie italienne de Somalie ont commencé à arriver en Italie.
À la suite de l'immigration récente d'immigrants venant de pays en majorité musulman comme l'Albanie (590 000), le Maroc (500 000), l'Égypte (300 000), la Tunisie (250 000), l'Inde (170 000), le Bangladesh (160 000) et l'Algérie (140 000), l'islam est devenue la deuxième religion la plus répandue en Italie après le catholicisme.

## Statut légal
L'islam n'est pas reconnu par l'État, contrairement à différentes religions comme le judaïsme et des Églises protestantes comme les Assemblées de Dieu, l'Église de Jésus-Christ des saints des derniers jours (mormons) et les Adventistes du Septième-Jour, qui bénéficient de la reconnaissance officielle sous forme d'accords signés avec le gouvernement italien. 
Pour qu'une religion soit reconnue par l'État, la communauté religieuse et le gouvernement doivent signer un accord, qui doit ensuite être approuvée par le ministre italien de l'Intérieur, puis par le président de la République.
Une telle reconnaissance ne dépend pas simplement du nombre d'adeptes d'une religion donnée mais exige une congruence entre les principes religieux proposés et la Constitution italienne. 
La reconnaissance officielle donne à une religion organisée la possibilité de bénéficier d’une « taxe religieuse » nationale, connue sous le nom de « huit pour mille » (« otto per mille »). 
En 2005, un conseil composé de musulmans, le Concile pour l'islam italien (Consulta per l'islam italiano), est fondé par le ministre italien de l'Intérieur. Un fort désaccord entre les membres du Conseil ralentit ses travaux.

## Histoire
L'histoire de l’implantation islamique en Italie commence dès le VIIe siècle, lorsque les premiers Arabes se lancent à l'assaut de la Méditerranée. Au IXe siècle la Sicile et plusieurs régions du sud de l'Italie entrent dans le giron arabo-berbère et font partie intégrante de la Oumma.
La présence musulmane durera de 828 à 1300 et jusqu'aux années 1970, l'islam y était totalement absent, lorsque les premiers immigrants en provenance de Somalie s'y installent, suivis par les Marocains, Égyptiens et Tunisiens.

## Héritage

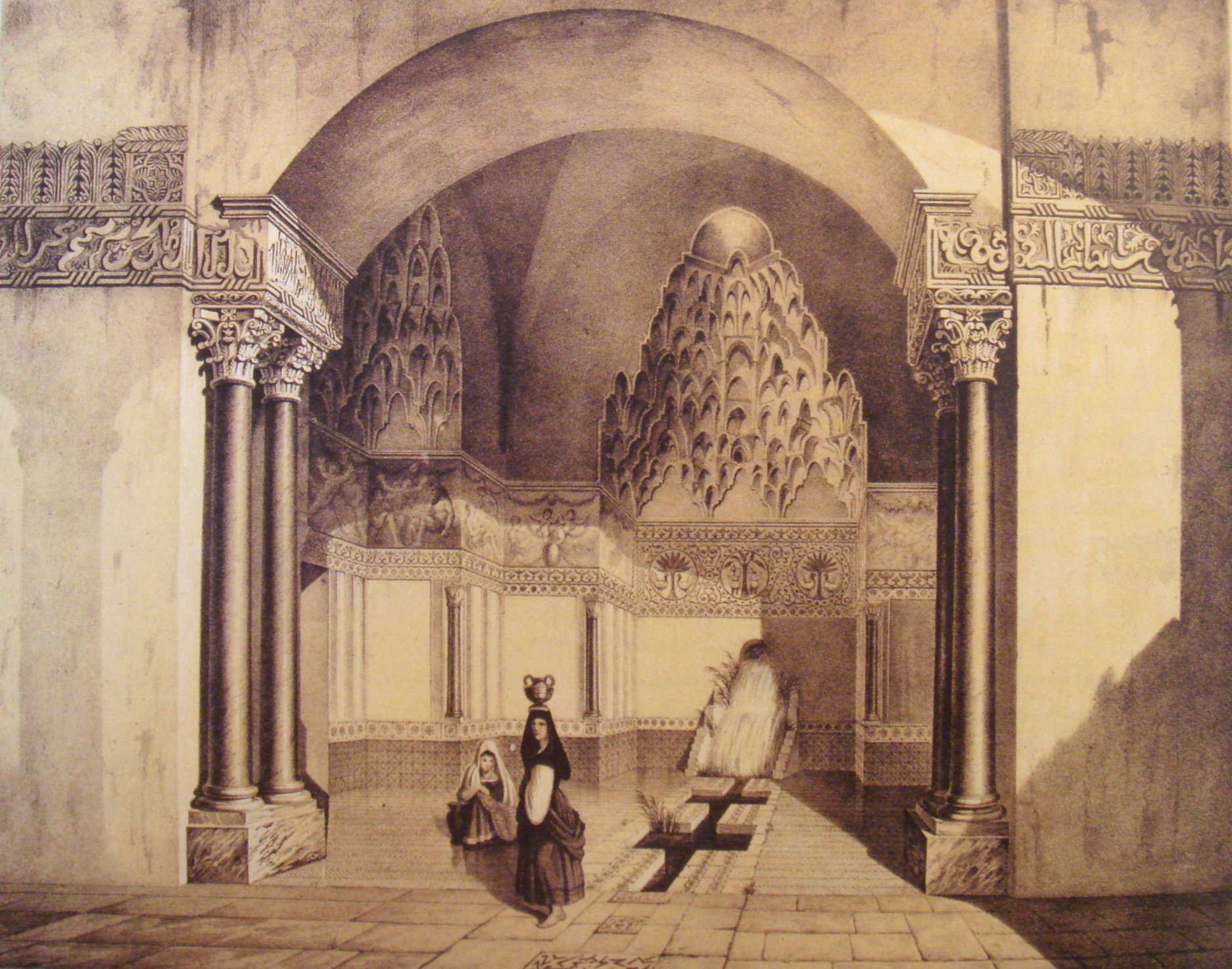
Architecture typiquement occidentale avec décoration et arabesques islamiques

Les sciences et arts arabes continueront d'influencer lourdement la Sicile durant deux siècles après la reconquête chrétienne. Au début XIIIe siècle, Frédéric II, empereur du Saint-Empire et roi de Sicile outre le latin, le sicilien, l'allemand, le français et le grec parlait l'arabe et avait de nombreux ministres musulmans dans ses rangs. Encore de nos jours de nombreux mots arabes se retrouvent dans la langue sicilienne. La présence arabe se retrouve dans le nom de certains lieux comme Calata ou Calta- de l'arabe Qal`at… (قلعة) qui signifie "château de".
En 2009 une étude génétique montre la présence de descendants arabes chez les habitants de Lucera[réf. nécessaire].

## Situation actuelle

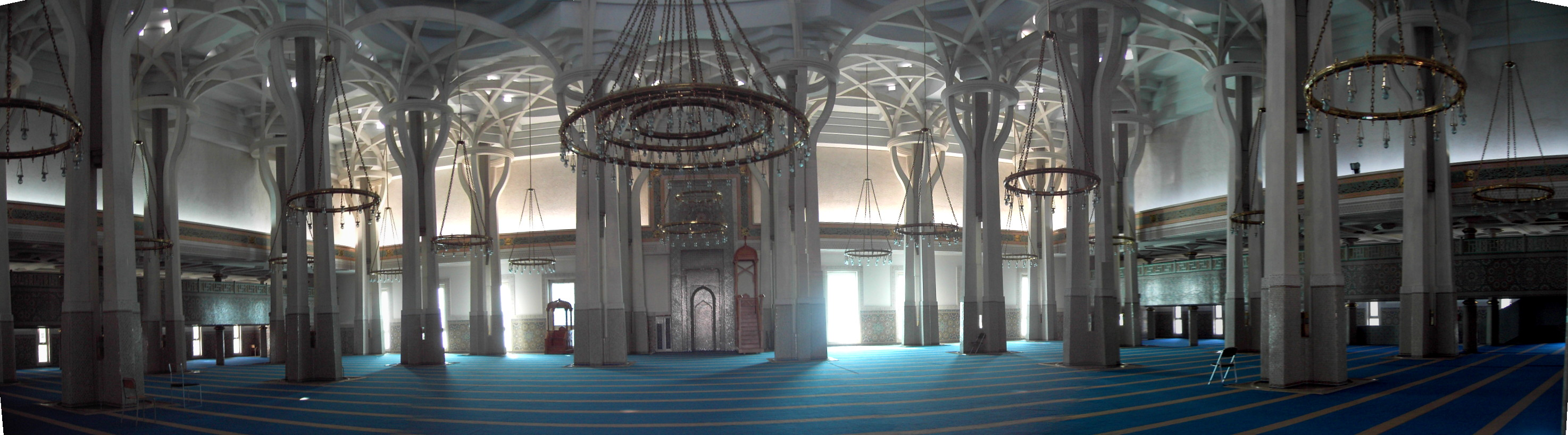
Intérieur de la mosquée de Rome

Selon les dernières statistiques officielles les musulmans représentent 34 % des 2 400 000 étrangers vivant en Italie. S'ajoutent aussi aux 820 000 étrangers de culture musulmane 100 000 à 150 000 immigrants illégaux[réf. souhaitée].
Malgré le fait que les musulmans issus de l'immigration illégale représentent une minorité de la communauté musulmane, des partis comme la Ligue du Nord ou Lega Lombarda tentent d'en faire le lien. Chaque année les nombreux navires remplis de clandestins s'échouant sur les côtes italiennes alimentent l'actualité nationale bien que l'Italie ne constitue que la porte d'entrée pour l'Europe. Le nombre de convertis italiens est estimé à moins de 10 000 et en 2010 on estime le nombre de musulmans entre 960 000 et 3 500 000 ce qui représente environ entre 1,4 % et 5,7% de la population, en dessous de la moyenne européenne. Alors qu'au Moyen Âge les musulmans étaient concentrés dans le sud, aujourd'hui ils sont plus dilués, 55 % habitant le nord, 25 % le centre et 20 % le sud. Le rapport immigrants/nationaux tend au fil du temps à se réduire, alors que dans les années 1990, près de 50 % des musulmans étaient immigrants (essentiellement en provenance des Balkans) aujourd'hui ils ne représentent que 25 %.